# Distrito de Gyál
El distrito de Gyál (húngaro: Gyáli járás) es un distrito húngaro perteneciente al condado de Pest. Parte del distrito forma parte del área metropolitana de Budapest.
En 2013 tiene 40 309 habitantes. Su capital es Gyál.

## Municipios
El distrito tiene 2 ciudades (en negrita), un pueblo mayor (en cursiva) y un pueblo (población a 1 de enero de 2013):
- Alsónémedi (5203)
- Felsőpakony (3324)
- Gyál (22 709) – la capital
- Ócsa (9073)